# Bahnhof Madrid Nuevos Ministerios
Der Bahnhof Madrid Nuevos Ministerios (spanisch Estación de Nuevos Ministerios) ist ein unterirdischer Verkehrsknotenpunkt in der spanischen Hauptstadt Madrid. Er wird von acht Linien der Cercanías Madrid und von drei Linien der Metro Madrid bedient. Er liegt beim Finanzzentrum AZCA an der Kreuzung des Paseo de la Castellana mit der Calle de Joaquin Costa und der Calle de Raimundo Fernández Villaverde und auch nahe dem gleichnamigen Ministerialkomplex.

## Geschichte
Der Bahnhof wurde 1967 eröffnet, als nach 34 Jahren Bauzeit der Túnel de la risa (zu Deutsch etwa „Tunnel des Gelächters“, wegen der jahrzehntelangen Bauzeit) der renfe fertig gestellt war, um die nördlich auf Madrid zulaufenden Bahnstrecken mit dem Atocha-Bahnhof zu verbinden. Am 11. Oktober 1979 folgte mit der Linie 6 dann die erste Anbindung an die Metro, weitere Linien kamen in den Jahren 1982, 1998 und 2002 hinzu; 2008 wurde ein weiterer Eisenbahntunnel zwischen Atocha und Madrid-Chamartín fertiggestellt, der ebenfalls Bahnsteige in Nuevos Ministerios erhielt.

## Anlage

### Eisenbahn
Der sechsgleisige Eisenbahnhof besteht aus zwei Teilen. Vier Gleise an drei Bahnsteigen befinden sich im älteren Tunnel (via Recoletos), während die Züge aus dem neuen Tunnel (Sol) auf zwei Gleisen an zwei Bahnsteigen halten.

### Metro
Die Bahnsteige der Metro sind teilweise in spanischer Lösung ausgeführt, Nuevos Ministerios ist Station der Ringlinie 6 und der Durchmesserlinie 10, sowie Endpunkt der Linie 8 zum Flughafen Barajas. Bis 2006 gab es die Möglichkeit, bereits in Nuevos Ministerios Fluggepäck einzuchecken. Bis 2011 war die Metrostation Nuevos Ministerios auch der zentrale Umsteigepunkt für Reisende zum Flughafen, die mit anderen Metrolinien anreisen und hier die Linie 8 besteigen mussten. Mit der Eröffnung der Cercanías-Linie C1 entstand dann eine zweite Verbindung, jedoch nur zum Terminal T4.

## Verkehr

### Eisenbahn
Cercanías
Der Bahnhof ist Haltepunkt von acht Linien der Cercanías Madrid, einzig die Linien C5 und C9 bedienen den Bahnhof nicht:
- C1: Príncipe Pío – Madrid Atocha – Nuevos Ministerios – Madrid Chamartín – Flughafen Madrid-Barajas T4
- C2: Madrid Chamartín – Nuevos Ministerios – Madrid Atocha – Alcalá de Henares – Guadalajara
- C3: El Escorial – Madrid Chamartin – Nuevos Ministerios – Sol – Madrid Atocha – Pinto – Aranjuez
- C4: Colmenar Viejo / Alcobendas San Sebastián de los Reyes – Madrid Chamartin – Sol – Madrid Atocha – Parla
- C7: Alcalá de Henares —Madrid Atocha – Nuevos Ministerios – Madrid Chamartín – Pozuelo de Alarcón – Príncipe Pío – Madrid Atocha – Nuevos Ministerios – Chamartín – Fuente de la Mora
- C8a: Madrid Atocha – Nuevos Ministerios – Madrid Chamartín – Villalba – El Escorial
- C8b: Madrid Atocha – Nuevos Ministerios – Madrid Chamartín – Villalba – Cercedilla
- C10: Fuente de la Mora – Madrid Chamartín – Nuevos Ministerios – Madrid Atocha – Príncipe Pío – Pozuelo de Alarcón – Villalba

Media Distancia
Der Bahnhof wird auch von einigen Media-Distancia-Zügen der renfe bedient. Ein InterCity-Zugspaar verbindet Madrid Chamartín via Nuevos Ministerios und Madrid Atocha mit Valencia-Norte, weitere Regional Exprés und Regional-Züge verbinden Nuevos Ministerios mit Valencia und Segovia.

### Metro
Die Metro Madrid bedient die Station Nuevos Ministerios mit drei Linien:
- Circular (Ringlinie)
- Nuevos Ministerios – Aeropuerto T1, T2, T3 – Aeropuerto T4
- Hospital Infanta Sofía – Nuevos Ministerios – Puerta del Sur

Für Reisende zu den Terminals 1, 2 und 3 des Flughafens Barajas ist Nuevos Ministerios weiterhin der wichtigste Umsteigeknoten, da diese Terminals nur mit der Metro erreichbar sind.